# Деденев, Василий Егорович
Деденев Василий Егорович (1863—1900) — офицер Российского императорского флота, ревизор канонерской лодки «Кореец», участник подавления восстания «боксёров», погиб при штурме фортов Таку, Георгиевский кавалер, лейтенант.

## Биография
Родился 18 декабря 1863 года в семье военного моряка капитан-лейтенанта Егора Васильевича Деденева. Происходил из дворянского рода Деденевых.
В 1878 году поступил по экзамену воспитанником в младший приготовительный класс Морского училища. В службе с 1882 года. 1 октября 1885 года окончил Морское училище 31-м по списку и Высочайшим приказом по Морскому ведомству № 250 произведён по экзамену из гардемаринов в мичманы. Служил на Балтийском флоте в составе 7-го флотского экипажа.
1 января 1892 года произведён в лейтенанты и переведён из Балтийского флота в Сибирский флотский экипаж. Назначен для прохождения службы военный транспорт Сибирской военной флотилии «Якут», с 31 марта по 16 июня 1892 года, находился в заграничном плавании. Участвовал в исследовательских экспедициях Русского географического общества по изучению морской фауны северной части Тихого океана.
Затем служил ревизором на канонерской лодке «Кореец», которая несла стационарную службу в японских, корейских и китайских портах. 6 декабря 1895 года был награждён орденом Святого Станислава 3-й степени за отличие в заграничном плавании. 14 сентября 1899 года «За труды по занятию портов Квантунского полуострова — Артур и Талиенвань» ему был пожалован орден Святой Анны 3-й степени. В 1900 году на канонерской лодке «Кореец», в составе международной эскадры принимал участие в подавлении восстания «боксёров». В ночь на 4 июня 1900 года участвовал в штурме фортов Таку, был ранен осколками вражеского снаряда в обе ноги, умер от ран 5 июня. 12 июня 1900 года был награждён орденом Святого Георгия 4-й степени. В высочайшем указе отмечалось:

«В воздаяние отличных подвигов храбрости, оказанных чинами мореходных канонерских лодок „Бобр“, „Кореец“ и „Гиляк“, при занятии фортов в Таку, 4-го июня сего года: Командовавшему сводным отрядом и лодкою „Бобр“, капитану 1-го ранга Добровольскому 1-му; командиру лодки „Кореец“, капитану 2-го ранга Сильману 1-му, и лейтенантам: командовавшему лодкою „Гиляк“ — Сарычеву 1-му; Деденеву и Титову 3-му»
17 июля 1900 года Высочайшим приказом по Морскому ведомству № 303 исключен из списков умершим от ран, полученных при взятии фортов в Таку.

## Награды
- орден Святого Станислава 3 степени;
- орден Святой Анны 3 степени;
- орден Святого Георгия.

## Память
В 1903—1906 годах в Санкт-Петербурге на Адмиралтейском судостроительном заводе был построен и спущен на воду минный крейсер «Лейтенант Деденев», который входил в состав 3-го дивизиона 1-й минной дивизии Тихоокеанского флота.